# Chambre de commerce et d'industrie de La Réunion

La chambre de commerce et d'industrie de La Réunion est la chambre de commerce et d'industrie de l'île de La Réunion, département d'outre-mer français dans l'océan Indien.
Son siège est situé au 5 bis, rue de Paris à Saint-Denis. Elle possède quatre maisons de l'entreprise à : Saint-Denis, Saint-Paul, Saint-Benoît et Saint-Pierre.
Les CCI sont composées de représentants élus par leurs pairs des secteurs de l'industrie, du commerce et des services.
Regroupant aujourd'hui 36 616 entreprises, la CCI Réunion représente auprès des pouvoirs publics les intérêts commerciaux, industriels et des services de sa circonscription. Les CCI sont consultés pour donner leurs avis et positions sur les grands dossiers de développement économique du territoire.

## Missions
Présidée par Ibrahim PATEL, cet établissement public dont le siège se trouve à Saint-Denis, est chargé de représenter les intérêts des entreprises commerciales, industrielles et de service de La Réunion et de leur apporter certains services. Elle gère à ce titre plusieurs équipements stratégiques sur l'île.
Comme toutes les CCI, elle est placée sous la double tutelle du Ministère de l'Industrie et du Ministère des PME, du Commerce et de l'Artisanat.

### Services fournis aux entreprises
- Centre de formalités des entreprises.
- Assistance technique au commerce.
- Assistance technique à l'industrie.
- Assistance technique aux entreprises de service.
- Point A (apprentissage).

### Centres de formation
- Centre consulaire de formation (CCF) Nord
- CIRFIM au Port
- CENTHOR Saint-Gilles-les-Bains
- CCF Est
- École de gestion et de commerce de La Réunion
- École des Managers de La Réunion
- Institut de Promotion Commerciale - Section Hôtellerie - Restauration
- Institut de Promotion Commerciale - Section Tourisme vert - Montagne
- Institut des Forces de Vente
- IPAC - Bachelor Ressources Humaines

## Pour approfondir